# خريستو شوبوف
خريستو شوبوف (بالبلغارية: Христо Шопов)‏ هو ممثل بلغاري، ولد في 4 يناير 1964 في بلغاريا.

## أعمال

### أفلام
- (2003) أنا ديفيد
- (2004) آلام المسيح[1][2][3]
- (2010)  الخلاص

## وصلات خارجية
- خريستو شوبوف على موقع IMDb (الإنجليزية)
- خريستو شوبوف على موقع ألو سيني (الفرنسية)
- خريستو شوبوف على موقع أول موفي (الإنجليزية)
- خريستو شوبوف على موقع قاعدة بيانات الفيلم (الإنجليزية)
- خريستو شوبوف على موقع كينوبويسك (الروسية)